# Salix variegata
Salix variegata — вид квіткових рослин із родини вербових (Salicaceae).

## Морфологічна характеристика
Це кущ зазвичай до 1 метра заввишки. Гілочки рожевувато-пурпурні, в молодості запушені, потім ± голі. Листкова ніжка коротка; листкова пластинка зазвичай видовжено-зворотно-ланцетна чи зворотно-яйцювато-видовжена, мінлива, ≈ 15 × 4 мм, волосиста, край цільний або пилчастий, верхівка гостра чи тупа. Чоловіча сережка 15–25 × 3–4 мм. Чоловіча квітка: тичинок 2; пиляки жовті. Жіноча сережка 15–25  × 7–8 мм, до 4 × 1–1.2 см у плоді. Жіноча квітка: зав'язь яйцеподібна, густо запушена, сидяча. Коробочка вузько-яйцеподібна, до 4 мм.

## Середовище проживання
Сх. Тибет, пд.-сх. Ганьсу, Гуйчжоу, Хенань, зх. Хубей, пд. Шеньсі, Сичуань, пн. Юньнань. Населяє береги струмків.

## Використання
Декоративна рослина.